# Kangaléri
Kangaléri (ou Kangalari) est une localité du Cameroun située dans l'arrondissement de Dargala, le département du Diamaré et la région de l’Extrême-Nord. Elle fait partie du lamidat de Yoldéo.

## Population
En 1975, la localité comptait 309 habitants, des Kanouri.
Lors du recensement de 2005, on y a dénombré 394 personnes.